# 어린 엄마 3
"어린 엄마 3"은 2019년에 개봉한 대한민국의 영화이다.

## 출연
- 김수지 - 예원 역
- 유정 - 민정 역